# ساروتقی اعتمادالدوله

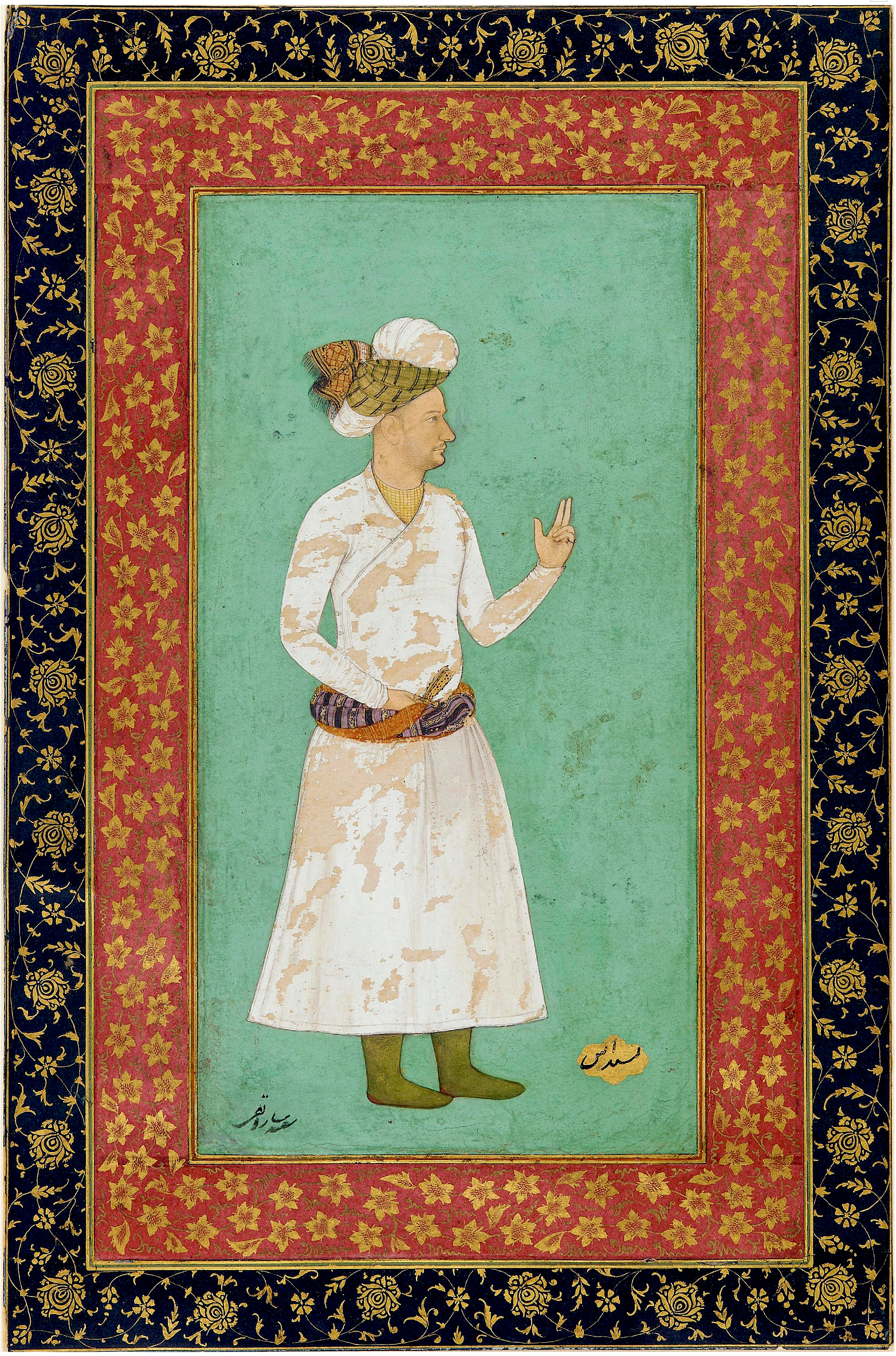
ساروتقی اعتمادالدوله، اثر بشنداس

سارو تقی ملقب به اعتمادالدوله (۱۵۷۹–۱۶۴۵) وزیر اعظم یا اعتمادالدولهٔ شاه صفی یکم و شاه عباس دوم بود. ساروتقی مراحل ترقی دیوانی را در دوران شاه عباس بزرگ یک به یک طی کرد و سرانجام به وزارت مازندران رسید. وقتی که شاه عباس بزرگ درگذشت، شاه صفی او را ترقی داد و به سمت «اعتمادالدوله» گمارد. او این سمت را تا پس از مرگ شاه صفی و سال‌های آغازین حکومت شاه عباس دوم حفظ کرد تا زمانی که در توطئه‌ای (زمانی که هشتاد ساله بود) کشته شد.

## زندگی‌نامه
او فرزند میرزا هدایت‌الله تبریزی بود که به گفته شاردن نانوا بود. هدایت الله، در عهد شاه‌عباس بزرگ چون نتوانست در تبریز کاری مناسب بیابد، به‌ناچار با فرزند خود محمدتقی  — که ۱۳ یا ۱۴ سال داشت— به قزوین رفت و در آنجا به‌کار نانوایی پرداخت. پس از آنکه محمدتقی به سن رشد رسید، پدرش او را به اصفهان پایتخت صفویه فرستاد مگر در این شهر کاری پیدا کند. در پایتخت محمدتقی به زمره نظامیان درآمد و دو سال در زمرهٔ تفنگچیان شاهی بسر برد.
در این دوران (که حدوداً ۱۶ ساله بود)، در اثر رفت‌وآمد با دوستان ناباب به عیاشی رو آورد و سرانجام به ربودن و تجاوز به کودکی متهم گردید. بلافاصله از این واقعه پدر و مادر کودک خود را به پای شاه عباس انداختند و شاکی شدند، شاه نیز چنین حکم کرد که بروید و اخته‌اش کنید. این حکم بلافاصله اجرا شد اما چون شاه آگاهی یافت که او سربازی لایق بوده‌است دستور داد که در مداوای زخمش بکوشند.
او سپس به خدمت ذوالفقارخان قرامانلو از سرداران نامی شاه‌عباس درآمد. در سال ۱۰۱۵ هجری که معماران و استادکاران لایق دربار شاه عباس سخت مشغول کار ساختمان عمارت عالی‌قاپو و مسجد سلطنتی (مسجد شیخ لطف‌الله) و تکمیل بنای میدان نقش جهان بودند، ستارهٔ اقبال محمد تقی اوج گرفت و ناگهان به وزارت محمدخان  زیاد اوغلی، حکمران قراباغ، رسید و از این زمان به میرزا محمدتقی معروف شد.

### ورود به دربار

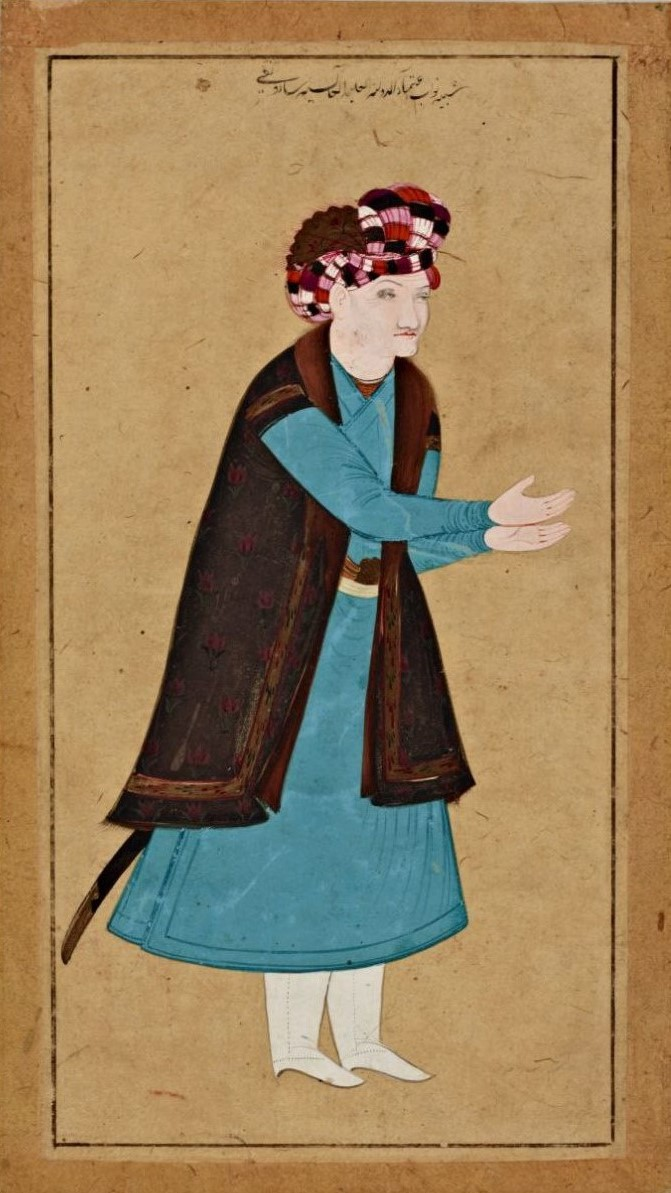
نگاره ساروتقی اثر معین مصور

در سال بعد که محمدخان در جنگ با والی گرجستان کشته می‌شود چون میرزا محمدتقی در خدمتگزاری سرداران و ترتیب کار سپاهیان درهم شکسته محمدخان ابراز لیاقت کرد مورد توجه شاه عباس بزرگ واقع شد و اداره امور قراباغ از طرف پادشاه به او واگذار گردید. در سال ۱۰۲۵ ه‍.ق به وزارت کل ولایات مازندران و گیلان منصوب شد و شاه عباس به سبب اینکه موی سر و ریشش بور بود او را ساروتقی یعنی (تقی زرد موی) خطاب می‌کرد و بعدها به همین نام معروف شد. در سال ۱۰۳۱ ه‍.ق شاه‌عباس ساروتقی را مأمور کرد که راه‌های مازندران را وسیع و سنگفرش کند بطوریکه کاروان‌های شتر بدون خطر در کوه‌ها و جنگل‌های آن سرزمین آمدوشد کنند. ساروتقی این مأموریت را به کمال انجام داد و از آن جمله راه وسیعی ساخت که از طریق فیروزکوه به سوادکوه و از آنجا به نوح‌آباد منتهی می‌شد و پادشاه غالباً از این راه به مازندران می‌رفت.

### توسعه حرم علی بن ابیطالب
در آغاز سلطنت شاه‌صفی ساروتقی مأمور شد که به نجف رفته و گنبد حرم حضرت علی را که خراب شده بود از نو بسازد و حرم آن حضرت را توسعه دهد و از رود فرات نهری به آنجا بکشد. ساروتقی این مأموریت را در ظرف سه سال انجام داد و در سال ۱۰۴۲ به پایان رسانید.

### سمت اعتمادالدوله
روز جمعه شانزدهم صفر سال ۱۰۴۴ ه‍.ق ساروتقی به مقام وزارت اعظم شاه‌صفی رسید. دقت و توجه او در نظارت و جمع‌آوری عواید و اموال دیوان و شخص شاه تا آن زمان در ایران بی‌نظیر بود. از رشوه‌دادن و گرفتن سخت تنفر داشت و آنچه را که حکام و مأمورین و وزیران ولایات برای جلب توجه او و تحصیل مشاغل تازه یا عفو گناهان خویش بدو پیشکش می‌کردند به خزانه شاهی می‌فرستاد. ساروتقی پس از آنکه به مقام وزارت اعظم رسید در خانهٔ حاتم بیک وزیر اعظم شاه عباس بزرگ منزل گزید. شاه صفی غالباً به خانهٔ او می‌رفت و حتی سفیران ممالک خارجی را در خانهٔ او مهمان می‌کرد. وزیر نیز در خدمت شاه از هیچ‌گونه فداکاری و حتی از بذل جان دریغ نداشت. از آن جمله نوشته‌اند در سال ۱۰۴۵ ه‍.ق هنگامی که شاه‌صفی قلعهٔ ایروان را محاصره کرده بود، روزی در ضمن جنگ برای تحریک سرداران قزلباش در کمال بی‌باکی اسب خود را بسوی حصار قلعه راند و چنان خود را در تیررس قلعه‌داران قرار داد که جانش در خطر افتاد هیچ‌یک از سرداران جرأت جلو رفتن نداشتند اما ساروتقی با شتاب از دنبال شاه اسب تاخت و چون به او رسید بهر دو دست عنان اسبش را گرفت و از پیش رفتن بازداشت و با اصرار و استدعا شاه را بازگردانید.

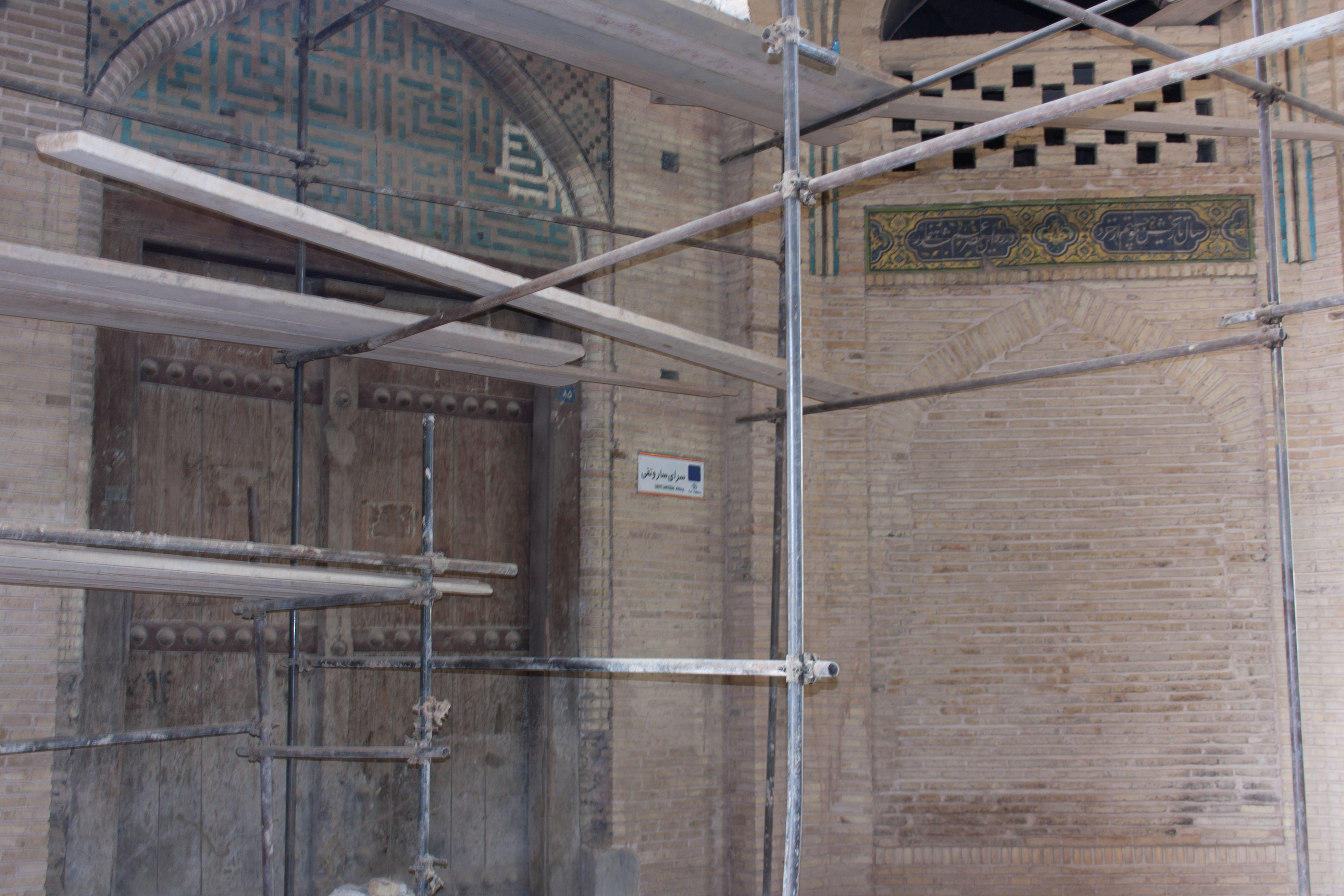
سرای ساروتقی

### شاه عباس دوم
پس از مرگ شاه صفی، شاه عباس دوم او را به همان سمت اعتمادالدوله باقی گذاشت.

## مرگ
ساروتقی در حفظ اموال دولتی خیلی سخت‌گیر بود و از همین روی دشمنان بسیاری داشت. جانی‌خان قورچی‌باشی یکی از نظامیان قدرتمند آن دوران بود. ساروتقی از حاکم گیلان مبلغ هنگفتی طلب دولت مرکزی را درخواست می‌کرد و حاکم از پرداخت آن سر باز می‌زد و جانی خان هم حامی‌اش بود. روزی شاه پس از پایان جلسه‌ای شخصاً به محل اسب خود مراجعه کرد و متوجه شد که ساروتقی اسب خود را کنار اسب شاه بسته‌است. در آن زمان دیگران برای رعایت احترام اسب خود را دورتر می‌بستند اما ساروتقی که پیر و ناتوان بود اسب خود را نزدیک‌تر آورده و بسته بود. جانی خان فرصت را مغتنم شمرد و نزد شاه از ساروتقی بدگویی کرد و شاه هم جمله‌ای در تأیید او مبنی بر گستاخ بودن ساروتقی گفت. جانی‌خان پس از ترک جلسه چنین وانمود کرد که شاه فرمان قتل ساروتقی را صادر کرده‌است. به فرمان جانی خان نظامیان در خانه‌ای که او در بازارچه داشت، ریختند و او را کشتند. شاه عباس جوان با دیدن سر بریده صدر اعظمش شوکه شد و ابتدا واکنش واضحی به این واقعه نشان نداد. مادر شاه که هوادار ساروتقی بود اما شاه را به گرفتن انتقام تشویق کرد. جانی خان نامه‌ای به مادر شاه نوشت و به‌طور ضمنی او و ساروتقی را به اختلاس متهم کرد و در عین حال نقشه ترور مادر شاه را هم کشید که این نقشه افشا شد. نتیجه اینکه پنج روز که از قتل ساروتقی گذشت، شاه عباس دوم سردارانی که وزیر را کشته بودند را به قصر دعوت کرد. او آن روز لباس غضب پوشید و در تالار بارعام امارت عالی‌قاپو آن‌ها را ملامت کرد و از ایشان سؤال کرد برای چه نخست‌وزیر مرا کشتید؟ و هنگامی که ایشان دهان باز کردند تا جوابی بدهند شاه فرصت نداد و از جای خود برخاست و فرمان داد «بزنید» و به اتاق دیگر رفت. بلافاصله کمانداران، جانی‌خان، سرداران و غلامان قورچی‌باشی و همراهانش را تیرباران کردند. به یک چشم برهم‌زدن او و ۲۴ نفر رفقایش را روی قالی‌های گرانبهای تالار قطعه‌قطعه شدند و جسدشان را در میدان شاه مقابل سر در عمارت عالی‌قاپو آویختند و به این ترتیب پادشاه جوان صفوی انتقام وزیر پیر و مجرب خود را از قاتلین وی گرفت.